# Andy Ruiz
Andy Ruiz, Jr., egentligen Andres Ponce Ruiz, Jr., född 11 september 1989 i Imperial, Kalifornien, är en amerikansk professionell tungviktsboxare som var världsmästare för organisationerna WBA, IBF, WBO och IBO juni–december 2019 då han sensationellt besegrat den regerande mästaren Anthony Joshua på teknisk knockout i ett möte i Madison Square Garden.
Ruiz blev den förste tungviktsmästaren någonsin av mexikansk härkomst.

## Karriär

### Tiden som proffs
Ruiz debuterade som proffs i mars 2009 då han besegrade Miguel Salvador Ramirez på knockout i den första ronden.

#### Sensationell världsmästare
På en gala i Madison Square Garden i New York, USA, den 1 juni 2019 besegrade Ruiz den regerande mästaren Anthony Joshua på teknisk knockout i den 7:e ronden och blev därmed ny världsmästare i tungvikt för organisationerna WBA (Super), IBF, WBO och IBO. När matchen stoppades ledde Ruiz matchen med 57–56 på två domarkort medan Joshua ledde 57–56 på det tredje. Ruiz' vinst anses av många vara en av de största sensationerna i boxningshistorien.
I returmötet med Joshua i Saudiarabien i december 2019 tapade Ruiz sina nyvunna titlar efter förlust på poäng efter 12 ronder.

### Webbkällor
- Ruiz på boxrec.com